# Departament de l'Exèrcit dels Estats Units
El Departament de l'Exèrcit dels Estats Units (DA) és un dels tres departaments militars del Departament de Defensa dels Estats Units. El Departament de l'Exèrcit és l'agència del govern federal dins de la qual està organitzat l'Exèrcit dels Estats Units i està dirigit pel secretari de l'Exèrcit, que té autoritat legal segons els 10 U.S.C. per dur a terme els seus assumptes i prescriure normes per al seu govern, amb subjecció als límits de la llei i a les instruccions del secretari de defensa i del president.
El secretari de l'exèrcit és un funcionari civil designat pel president i confirmat pel Senat. L’oficial militar de més alt rang del departament és el cap de gabinet de l'exèrcit, que també és membre dels caps d’estat major conjunts. Altres alts càrrecs del departament són el subsecretari de l'exèrcit (adjunt principal del secretari) i el vice-cap de gabinet de l'exèrcit (adjunt principal del cap de gabinet).
El Departament de Guerra es va formar originalment el 1789 com a Departament Executiu dels Estats Units i va ser dividit per la National Security Act de 1947 en el Departament de l'Exèrcit i el Departament de la Força Aèria el 18 de setembre de 1947. Per esmenes a la Amb la llei de seguretat nacional de 1947, el 1949, el departament de l'exèrcit es va transformar en el seu estat actual.

## Biografia
- Army General Order NO. 2020-01: ASSIGNMENT OF FUNCTIONS AND RESPONSIBILITIES WITHIN HEADQUARTERS, DEPARTMENT OF THE ARMY, Accessed on 2021-01-22.
- Army Regulation 10–87, Army Commands, Army Service Component Commands, and Direct Reporting Units, Accessed on 2021-01-22.